# Colacia
Colacia  fue una antigua ciudad del Lacio conquistada por los romanos en tiempos de los Tarquinios.

## Ubicación y origen
Colacia estaba situada a unos dieciséis kilómetros al este de Roma, entre Gabii y el Anio, quizá en las proximidades de Castelluccio, al sur de Lunghezza. Según Virgilio y Dionisio de Halicarnaso, fue una fundación de Alba Longa y, por lo tanto, una ciudad latina. Sin embargo, Tito Livio afirma que era una ciudad sabina cuando la conquistaron los romanos.

## Historia
La primera vez que se mencionó su nombre en las obras clásicas fue durante el reinado de Tarquinio Prisco, quien sometió Colacia al dominio de Roma tras aceptar su rendición incondicional. La ciudad no volvió a aparecer en las fuentes como Estado independiente. Tarquinio estableció allí una guarnición, de ahí que algunos gramáticos tardíos lo consideren su fundador, y nombró a su sobrino Egerio gobernador del lugar. El cognomen «Colatino» con el que se conoce a su nieto procede del gentilicio de Colacia.
En el momento del asedio de Ardea, Lucio Tarquinio Colatino, esposo de Lucrecia, residía en Colacia. Silio Itálico dijo que Lucio Junio Bruto era natural de allí. En tiempos históricos, Cicerón escribió que estaba en muy mal estado; Estrabón, que era una mera villa; y Plinio el Viejo la nombró entre las ciudades latinas que ya no existían.
Dio su nombre a la vía Colatina, que corría a la izquierda de la vía Prenestina.